# Leigh Ledare
Leigh Ledare (* 1976 in Seattle, Washington, USA) ist ein US-amerikanischer Fotograf und Videokünstler.

## Leben
Ledare wurde durch seine Fotoserien und Videofilme bekannt, in welchen er seine höchst erotischen Beziehungen zu seiner Mutter, einer ehemaligen gefeierten Ballerina, dokumentiert. Nach seinem Umzug nach New York, wo er in der Anfangszeit bei Larry Clark wohnte, lernte er Nan Goldin kennen. 2008 berichtete Der Spiegel und 2009 das Frieze Magazine über  seine Video- und Fotoarbeiten.
Nan Goldin kuratierte eine Ausstellung für ihn bei den Rencontres d’Arles im Jahre 2009 mit dem Titel Ça me touche. 2012 folgten weitere Ausstellungen in Brüssel und Kopenhagen.

## Ausstellungen
- 2008: Pretend You're Actually Alive, Galerie Andrew Roth, New York City.[2]
- 2009: Ça me touche, kuratiert von Nan Goldin, Rencontres d'Arles, Arles, Frankreich.
- 2012: Leigh Ledare et al. Wiels, Brüssel, Belgien, danach in der Kunsthal Charlottenborg, Kopenhagen.
- 2014: Leigh Ledare, Mitchell-Innes & Nash, Manhattan, New York City, USA.

## Filmografie
- 2008: Die Mutter in meinem Bett. Montage: Leigh Ledare.

## Veröffentlichungen
- Pretend You're Actually Alive. ppp Editions, New York City 2009, ISBN 978-0-9715480-5-3.
- Double Bind. Éditions Michele Didier, Paris 2012.
- Leigh Ledare et al., Mousse Publishing, Mailand 2012.